# Intenzita světlení
Světlení nebo intenzita světlení je fotometrická veličina, definovaná jako měrná veličina světelného toku na povrchu zdroje.
Značí se M.
Její jednotkou je lm.m−2.
{\displaystyle M={\frac {\mathrm {d} \Phi }{\mathrm {d} A}}}